# Matthias Koenig
Matthias Koenig (* 6. Juli 1971 in Hamburg) ist ein deutscher Soziologe.
Koenig legte 1990 das Abitur am Kaiser-Heinrich-Gymnasium Bamberg mit einer Note von 1,0 ab und studierte ab 1991 Soziologie, Evangelische Theologie und Religionswissenschaften an der Universität Hamburg, der Princeton University und der Philipps-Universität Marburg. 1997 bestand er in Marburg das Magister-Examen.
Von 1998 bis 2006 übte Koenig eine Beratertätigkeit für den Sektor Sozialwissenschaften der UNESCO (United Nations Educational Scientific and Cultural Organisation) in Paris aus. Zugleich war er von 1998 bis 2003 Wissenschaftlicher Mitarbeiter von Dirk Kaesler an der Universität Marburg, wo er 2003 promoviert wurde, und von 2003 bis 2006 Wissenschaftlicher Assistent bei Richard Münch an der Universität Bamberg. Von 2004 bis 2008 erfolgte ebendort seine kumulative Habilitation. 2006 war Koenig Gastprofessor an der Sorbonne in Paris. Von 2006 bis 2020 war er Professor für Soziologie mit Schwerpunkt Religionssoziologie an der Georg-August-Universität Göttingen. Seit 2020 ist er Professor für Makrosoziologie am Max-Weber-Institut für Soziologie der Ruprecht-Karls-Universität Heidelberg. 2024 wurde er in den Sachverständigenrat für Integration und Migration berufen.